# 傑弗里·基耶薩
傑弗里·基耶薩（英語：Jeffrey Chiesa，1965年6月22日—）是美国的一位政治人物和律師。在2013年，他是紐澤西州的兩位參議院議員之一。他的黨籍是共和黨。基耶薩曾經出任紐澤西州總檢察長職務。